# Archidiocèse d'Albi
L'archidiocèse d'Albi est un ancien archevêché du  Royaume de France transformé en l'archidiocèse d'Albi, Castres et Lavaur en 1801. Il est chef-lieu de la province ecclésiastique du même nom.